# Castro Caldelas
Castro Caldelas è un comune spagnolo di 1 834 abitanti situato nella comunità autonoma della Galizia.